# Smetanovy sady (Jihlava)

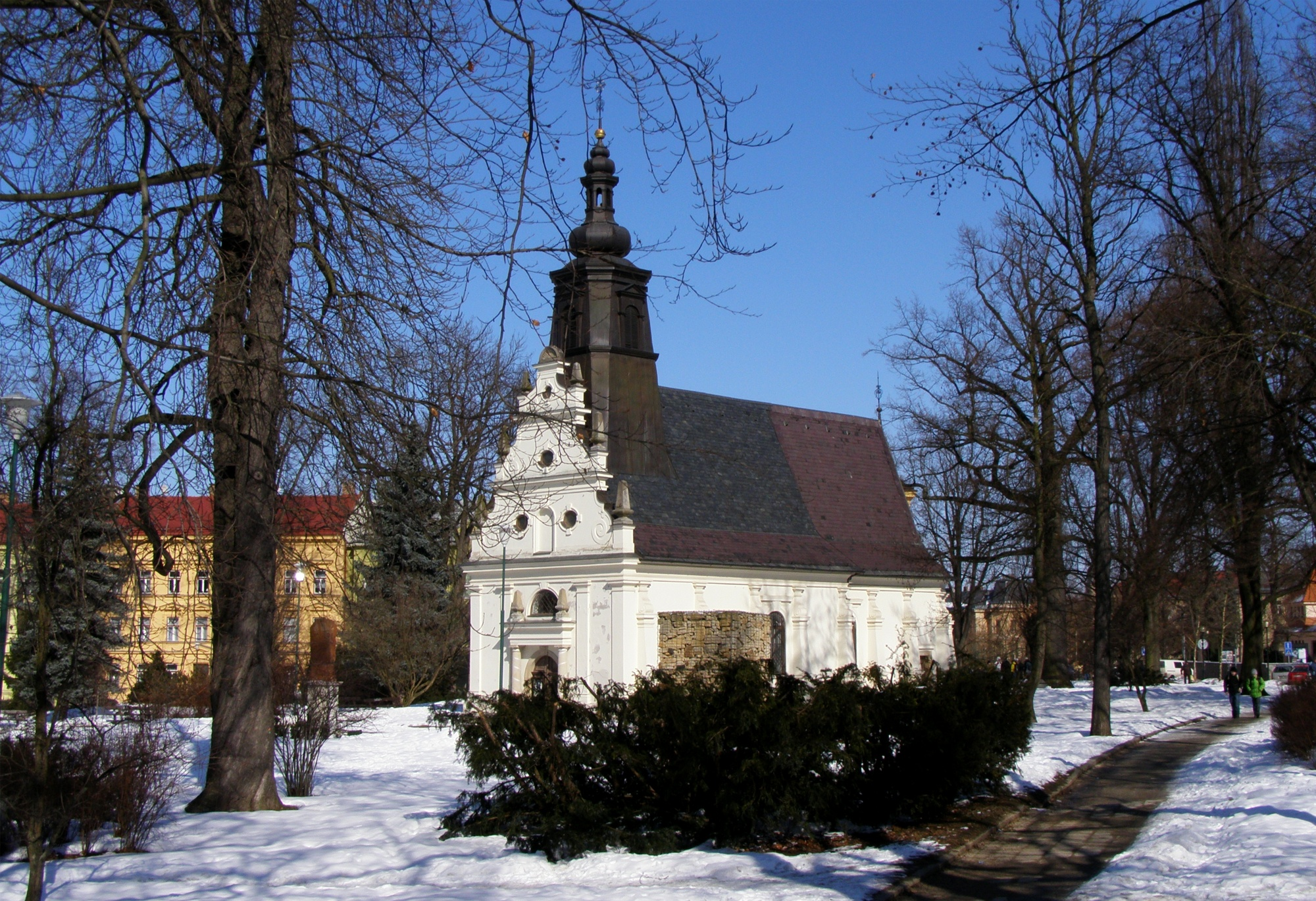
Kostel sv. Ducha ve Smetanových sadech

Smetanovy sady jsou jedním z parků v Jihlavě (kraj Vysočina), nedaleko centra města. Byly vybudovány na místě zrušeného městského hřbitova.

## Historie

### Městský hřbitov
Hřbitov zde vznikl roku 1559, roku 1572 byl přistavěn hřbitovní kostel sv. Ducha. Pohřbívání zde bylo ukončeno roku 1868. Po celou dobu své existence sloužil areál jako hlavní městský hřbitov, roku 1869 jej nahradil nově postavený Ústřední hřbitov.

### Park
Sady byly založeny byly roku 1891 po zboření hřbitovních zdí a vysázení stromů. Později přibyla síť cest a laviček. V srpnu 2007 při sochařském symposiu, které pořádala Střední grafická škola Jihlava ve Vysoké u Jihlavy, vznikla pětice soch, dnes umístěná v parku. Tyto sochy nahradili soubor od sochaře Jana Václava Prchala – jednalo se o alegorii čtyř ročních období a hudby, které od roku 1775 tvořili výzdobu Karlova zámečku v Pávově u Jihlavy a od roku 1923 byly umístěny ve Smetanových sadech. Po rekonstrukci byly původní sochy přesunuty na dvůr jihlavské radnice.

## Pamětihodnosti
- Kostel sv. Ducha
- Horácký zimní stadion